# Железобетонная плита
Железобетонная плита — один из основных видов железобетонных изделий, применяемых в строительстве.

## Классификация плит
- Плиты перекрытий
- Дорожные плиты
- Аэродромные плиты

### Плиты перекрытий
Плиты перекрытий предназначены для возведения несущих перекрытий в сооружениях различного типа, прокладывания теплотрасс и тоннелей. Они производятся опалубочным и безопалубочным способами формирования, изготавливаются двух основных видов: монолитными и с наличием пустот.
Особенности производства плит перекрытий: опалубочное и безопалубочное формование
Кроме своего функционально назначения плиты перекрытий отличаются особенностями производства: опалубочный (ПК) и безопалубочный (ПБ):
1.	Опалубочное формование базируется на использовании готовых форм, в которые предварительно устанавливают металлическую арматуру, а затем заливают бетоном. В процессе вибрации осуществляется равномерное распределение раствора соответствующей марки по форме. Армирование изделий происходит напряженными стержнями из стали класса Ат-IV, Ат-V и Ат-VI и ненапряженными стержнями периодического профиля классов А-II, А-III. В качестве поперечного армирования применяется стальная сетка. Затем изделия проходят через тепловые камеры для пропаривания, позволяющее ускорить химические процессы. Соблюдается заводской контроль качества. В результате ЖБИ, изготовленное опалубочным способом, характеризуется высокими показателями:
•	прочности;
•	качества плоскости;
•	тепло- и звукоизоляции;
•	эксплуатационных качеств.
2.	Безопалубочное формование железобетонных плит перекрытий происходит на ленте конвейера. По нему непрерывно перемещается железобетонная лента, в основе которой находятся металлические канаты. После формовки ленту накрывают теплоизоляционным материалом и прогревают до требуемой температуры согласно технологии, а затем реакцию, задействуются в многоэтажном жилстроительстве или общепромышленных цехах, которые безостановочно подвергаются высоким вибрационным нагрузкам;
- Сплошные доборные — применяются в сооружении несущих конструкций;
- Облегчённые — имеют небольшой вес и многопустотную структуру;
- С косыми торцами — используются в монолитно-каркасном строительстве и при возведении сооружений из крупных строительных блоков или кирпича;
- Экструдерные- используются в качестве создания перекрытий в общественных, жилых и производственных сооружениях.

Стандарты маркировки плит перекрытия
маркировка плит перекрытия состоит из двух буквенно-цифровых групп. Первая группа начинается с буквенного обозначения типа изделия, например ПК, ПБ, ПНО, НВ. Еще одна буква после типа изделия говорит о наличии дополнительной стороны для опирания, например "Т" — опирание плиты осуществляется на три стороны, или "К" - опирание плиты осуществляется на четыре стороны. Далее следуют две цифры, обозначающие длину плиты в дециметрах. После длины идут еще две цифры, обозначающие ширину (этот параметр завышают на 10-20 мм). Последняя цифра характеризует расчетную нагрузку изделия. Во второй группе может содержаться информация о классе арматуры (например AtVt), левой или правой стороне изделия (Л или П), особых климатических условиях использования (С — сейсмическая устойчивость), стойкости бетона в условиях воздействия агрессивных сред (Н — нормальная проницаемость бетона; П — пониженная; О — особо низкая), типе бетона (Я — ячеистый; Л — легкий; С — плотный силикатный; М — мелкозернистый; П — пескобетонный; Ж — жаростойкий), наличии монтажных петель (П — петли обычные; А — анкерные петли) и так далее.
У некоторых плит перекрытия в маркировке перед буквенными обозначениями можно встретить начальные цифры, обозначающие толщину изделия:
- 1 — 100 миллиметров
- 2 — 120 миллиметров
- 3 — 140 миллиметров
- 4 — 160 миллиметров
- 5 — 180 миллиметров
- 6 — 200 миллиметров

Существует также разделение маркировки плит перекрытия по способу опирания:
- Плиты маркировки 2ПД — 6ПД опирают на две стороны
- Плиты маркировки 3ПТ — 6ПТ опирают на три стороны
- Плиты маркировки 1П — 6П опирают на четыре стороны

### Дорожные плиты
Эксплуатационные характеристики
Технические характеристики дорожных плит:
· прочность бетона на сжатие от B22,5;
· морозостойкость не менее 100 циклов замерзания-оттаивания;
· коэффициент водопоглощения составляет менее 5,7 %;
· дорожная плита рассчитана на нагрузки H-30 и H-10.
При этом популярность ПД объясняется не только отличными эксплуатационными характеристиками, а также удобством и простотой укладки, при этом условия местности не играют существенной роли. При строительстве новых трасс использование дорожной плиты позволяет оперативно изменить маршрут в случае возникновения непредвиденных обстоятельств, что является огромным плюсом данного типа покрытия по сравнению, например, с асфальтовым, когда требуются более серьезные подготовительные работы.
Кроме того, дороги, построенные с помощью дорожных плит, возможно подвергнуть быстрому демонтажу, что особенно ценно в случае оборудования временных подъездных путей (к строительному объекту и т. д.). Отсюда вытекает следующее безусловное преимущество дорожных плит перед другими видами дорожных покрытий — возможность их повторного использования, что значительно удешевляет стоимость строительных объектов в целом.
Основные виды ПД
Выделяют два основных типа дорожных плит в зависимости от их целевого назначения: для капитальных дорог (1П) и для временной укладки (2П). Кроме того, в зависимости от конфигурации существует следующая маркировка: П — прямоугольная, Т — трапецеидальная, Ш — шестиугольная. Также в названии (аббревиатуре) указывается предельная нагрузка (в тоннах).

### Аэродромные плиты
Плиты аэродромные гладкие (ПАГ) изготавливаются длиной 6 метров, шириной 2 метра, и бывают трёх типов по толщине: ПАГ-14 (14 см), ПАГ-18 (18 см) и ПАГ-20 (20 см).
Аэродромные плиты наиболее прочные из всех дорожных плит, так как в них используется большее количество предварительно напряженной арматуры и бетон М-350 класса В25. Марка стали арматуры должна быть не ниже Ат-V. Внешняя, рабочая поверхность аэродромных плит рифленая (глубина рифления — не менее 1,5 мм) и обладает отличным сцеплением. По краям плит есть специальные монтажные петли. Аэродромные плиты предназначены для работы на ней спецтехники с предельной нагрузкой более 6 тонн на колесо. Выдерживаемый вес на одну плиту — более 30 тонн.
Аэродромные плиты обладают повышенной морозостойкостью. Устойчивость аэродромных плит к морозам определена классом F200 — это означает, что такое дорожное покрытие долговечно и перенесет 200 циклов замораживания-оттаивания.

## Стандарты
В России принят ряд ГОСТов, касающихся стандартов изготовления плит:
- ГОСТ 26434-85 «Плиты перекрытий железобетонные для жилых зданий».
- ГОСТ 25912-2015 «Плиты железобетонные предварительно напряженные для аэродромных покрытий. Технические условия».
- ГОСТ 25912.0-91 «Плиты железобетонные предварительно напряженные ПАГ для аэродромных покрытий. Технические условия».
- ГОСТ 25912.1-91 «Плиты железобетонные предварительно напряженные ПАГ-14 для аэродромных покрытий. Конструкция».
- ГОСТ 25912.2-91 «Плиты железобетонные предварительно напряженные ПАГ-18 для аэродромных покрытий. Конструкция».
- ГОСТ 25912.3-91 «Плиты железобетонные предварительно напряженные ПАГ-20 для аэродромных покрытий. Конструкция».